# Орябинський Олексій Максимович
Олексій Максимович Оряби́нський (Орябінський; 21 квітня 1930, Ленінград — 27 жовтня 2018, Мюнхен) — український художник, митець-шістдесятник, представник нонконформізму; член Спілки радянських художників України з 1962 року. Чоловік художниці Валерії Спиридонової.

## Біографія
Народився 21 квітня 1930 року в місті Ленінграді (нині Санкт-Петербург, Росія). Син музикознавиці Марфи Крохмаль-Орябинської. Протягом 1944—1947 років займався у Ленінградському палаці піонерів у Соломона Левіна; у 1948—1950 роках навчався у Ленінградському художньо-педагогічному училищі. У 1951 році переїхав з сім'єю до Києва, де протягом 1952—1958 років навчався у Київському художньому інституті, був учнем Карпа Трохименка; у 1964—1965 роках продовжив навчання у Київському відділенні творчих майстерень Академії мистецтв СРСР у Сергія Григор'єва, Михайла Дерегуса.
Мешкав у Києві в будинку на вулиці Жовтневої революції, № 15/5, квартира № 49 та у будинку на вулиці Хрещатику, № 21, квартира № 70. З 1994 року мешкав та працював у Мюнхені, де і помер 27 жовтня 2018 року.

## Творчість
Працював у галузях станкового (створив цикл пейзажів і портретів) і монументального живопису, станкової графіки. Серед робіт:
- «Рибалки» (1958);
- триптих «Новий Херсон, судноверф» (1960);
- «На сонці» (1962);
- «Порт вночі» (1964);
- «Розстріл машиніста» (1965);
- «Рибалки виходять в море» (1967);
- «Сільський пейзаж» (1969);
- «Старий рибалка» (1969);
- «Вечірній пейзаж. Захід сонця» (1970-ті);
- «Кіт з перебитою лапою» (1989);
- «Зона» (1990);
- «Присвята Ганні Собачко-Шостак» (1992).

Автор монументальної роботи з оформлення торговельного центру в Краматорську.
Брав участь у республіканських виставках з 1960 року, всесоюзних — з 1959 року. Персональні виставки відбулися у Києві у 1962, 1992—1993, 2000 роках, а також спільно з дружиною у 1992, 2015 роках.
Роботи зберігаються в Ізмаїльській, Феодосійській картинних галереях, Харківському та Херсонському художніх музеях. 2019 року живописні та графічні твори, архів митця були передані спадкоємцями до Національного художнього музею України.